# کراون جول (۲۰۲۱)
کراون جول (به انگلیسی: Crown Jewel) یک رویداد غیر رایگان (Pay-Per-View) در کشتی حرفه‌ای است که توسط کمپانی دبلیودبلیوئی و برای هر دو برند راو و اسمک‌داون تهیه می‌شود و این دوره‌اش هم در ۲۱ اکتبر ۲۰۲۱ و در ورزشگاه محمد عبدو شهر ریاض، عربستان برگزار شد. این رویداد سومین رویداد با نام کراون جول بود.
ده مسابقه برگزار شد که یکی از آنها در پری-شو بود. در مسابقه اصلی رومن رینز در مقابل براک لزنر به پیروزی رسید تا از قهرمانی یونیورسال خود حفاظت کند. بیگ ای نیز در مقابل درو مکینتایر برنده شد تا از کمربند قهرمانی دبلیودبلیوئی خود دفاع کند. همچنین سث رالینز از ادج در یک مسابقه جهنم در قفس شکست خورد.

## زمینه‌سازی
کراون جول شامل مسابقاتی بین دشمنی‌های موجود، ماجراهای پیش آمده و استوری‌هایی خواهد بود که پیش از این در برنامه‌های را و اسمَک‌دَون پخش شده بود. کشتی‌گیرها با توجه به مسابقات یا سری اتفاقاتی که برایشان رخ می‌دهد و تنش را به حداکثر می‌رساند، نقش منفی یا قهرمان به خود می‌گیرند و در این رویداد به مسابقه و رقابت می‌پردازند.

## نتایج
| #                                                     | نتایج                                                                                          | نوع مسابقه                                              | مدت زمان |
| ----------------------------------------------------- | ---------------------------------------------------------------------------------------------- | ------------------------------------------------------- | -------- |
| ۱                                                     | د اوسوز (جی اوسو و جیمی اوسو) (c) پیروز در مقابل د هرت بیزینس (شلتون بنجامین و سدریک الکساندر) | مسابقه تگ تیم برای قهرمانی تگ تیم اسمک‌داون دبلیودبلیوئی | ۱۰:۴۰    |
| ۲                                                     | ادج پیروز در مقابل سث رالینز                                                                   | مسابقه جهنم در قفس                                      | ۲۷:۴۰    |
| ۳                                                     | منصور پیروز در مقابل مصطفی علی                                                                 | مسابقه تک نفره                                          | ۱۰:۰۰    |
| ۴                                                     | آرکی-برو (رندی اورتن و ریدل) (c) پیروز در مقابل ای جی استایلز و اوماس                          | مسابقه تگ تیم برای قهرمانی تگ تیم راو دبلیودبلیوئی      | ۸:۴۰     |
| ۵                                                     | زلینا وگا پیروز در مقابل دودراپ                                                                | مسابقه فینال تورنومنت تاج ملکه                          | ۵:۵۱     |
| ۶                                                     | گلدبرگ پیروز در مقابل بابی لشلی                                                                | مسابقه نو هولدز بارد پیروزی در هر مکان                  | ۱۱:۲۵    |
| ۷                                                     | ایکس زیویر وودز پیروز در مقابل فین بلر                                                         | مسابقه فینال تورنومنت پادشاه رینگ                       | ۹:۴۰     |
| ۸                                                     | بیگ ای پیروز (c) در مقابل درو مکینتایر                                                         | مسابقه تک نفره برای قهرمانی دبلیودبلیوئی                | ۱۳:۲۵    |
| ۹                                                     | بکی لینچ (c) پیروز در مقابل بیانکا بلر در مقابل ساشا بنکس                                      | مسابقه سه نفره برای کمربند زنان اسمک‌داون                | ۱۹:۲۵    |
| ۱۰                                                    | رومن رینز (c) پیروز در مقابل براک لزنر                                                         | مسابقه تک نفره برای قهرمانی یونیورسال دبلیودبلیوئی      | ۱۲:۲۰    |
| - (c) – نشان‌دهنده قهرمان(هایی) است که به میدان می‌روند |                                                                                                |                                                         |          |